# Goal of the Dead – Elf Zombies müsst ihr sein
Goal of the Dead – Elf Zombies müsst ihr sein (Originaltitel: Goal of the Dead) ist eine französische Horrorkomödie von Thierry Poiraud und Benjamin Rocher. Der Zombiefilm erschien im Februar 2014 und spielt am Rande eines Fußballspiels.

## Handlung
Erste Halbzeit
Der große Fußballverein Olympique de Paris ist beim wesentlich kleineren Club Capelongue zu Gast. Niemand rechnet mit einem Problem. Doch der in die Jahre gekommene Samuel Lorit stammt aus dem kleinen Örtchen und kehrt zum ersten Mal wieder zurück in seine alte Heimat. Doch dort gilt er als Persona non grata und Verräter. Insbesondere sein alter Freund Jeannot hat es auf ihn abgesehen beziehungsweise dessen Vater. Er hat sich extra Steroide bestellt. An der Tür wird jedoch das Päckchen vertauscht und nachdem er seinem Sohn die Spritze verabreicht hat, verwandelt dieser sich in einen Zombie. Der Mannschaftsbus mit Lorit, Idriss, sein Nachfolger als Starspieler, der Journalistin Soléne, sowie seinen Mitspielern erreicht das Stadion. Direkt kommt Sam ein frostiger Empfang entgegen. Auch die örtliche Ultra-Bewegung, bestehend aus vier Mann stellt sich ihm trotz Stadionverbot entgegen. Das Spiel gestaltet sich ebenfalls als schwierig, denn schon nach dem kleinsten Foul wird Lorit des Platzes verwiesen. Nach kurzem Protest macht seine Mannschaft ohne ihn weiter. Schließlich gelingt es den Ultras bengalisches Feuer zu entzünden und das Stadium verschwindet im Nebel. In diesem Moment betritt Jeannot die Szenerie und infiziert einen nach dem anderen. Chaos bricht aus. Sam, der von alledem nichts mitbekommt, wird von Cléo zu einer Kneipe geführt. Dort eröffnet sie ihm, dass sie ihn nicht anmachen wollte, sondern tatsächlich seine 17-jährige Tochter ist. In diesem Moment kommt Solène in die Kneipe und auch dort bricht das Chaos los.
Zweite Halbzeit
In verschiedenen Gruppen bereiten sich die Überlebenden auf den Showdown vor. Idriss, verraten von seinem Agenten, der eine Meniskusverletzung bei ihm feststellt, schlägt sich mit einem der Ultras im Stadium durch. Dem Ultra gelingt es ihren Kampfgesang abzuspielen.
Derweil treffen Cléo, Solène und Sam auf Sams Vater, den Dorfpolizisten und zwei überlebende Ultras. Sie versuchen der Situation her zu werden. Dazu verbarrikadieren sie sich im Polizeirevier. Als Sams Vater über den CB-Funk versucht die Armee zu informieren, wird er verletzt. Zusammen mit Solène und seinem Sohn schlagen sie sich zum Haus des Doktors durch. Doch dieser ist der Vater von Jeannot und damit die Wurzel allen Übels. Beim anschließenden Kampf wird Sams Vater getötet. Soléne und Sam kehren zum Polizeirevier, doch Cléo und die Ultras haben den Stadiongesang vernommen und sind auf dem Weg um ihren Kumpel zu befreien.
Auf dem Spielfeld treffen sich alle Überlebenden. Doch bei einem Kampf mit einem der Zombies wird versehentlich die Musik eingeschaltet und alle Zombies eilen ins Stadion. Die Überlebenden sehen sich nun einer Übermacht an Zombies entgegen. Also tun Sam und Idriss das, was sie am besten können: Sie spielen Fußball und können so die Zombies ablenken, während sich der Rest der Gruppe in Sicherheit bringt. Als alle in Sicherheit sind, versuchen sich Idress und Sam auch zu retten, treffen aber auf Jeannot, den sie gemeinsam besiegen können. Anschließend werden sie gerettet und die Armee stürmt auf die Stadt zu, um der Zombies habhaft zu werden.
Während des Abspanns ist Sam zu sehen, mittlerweile mit Solène liiert, gehört ihm nun die Dorfkneipe. Mittlerweile haben sich die lebenden Bewohnern mit den Zombies arrangiert.

## Hintergrund
Für Goal of the Dead war die Produktionsfirma Capture the Flag verantwortlich, die von Raphael und Benjamin Rocher (Die Horde) sowie Yannick Dahan gegründet wurde. Neben Die Horde hatte die Produktionsfirma auch den Film Territories gedreht. Das nächste Projekt war anschließend Goal of the Dead, der mit einem Budget von 4,4 Millionen US-Dollar überwiegend in Paris gedreht wurde.
Der Film ist in zwei Hälften (Halbzeiten genannt) geteilt. Die erste Hälfte wurde von Benjamin Rocher gedreht, der auch für den Zombiefilm Die Horde verantwortlich war. Beim zweiten Teil führte Thierry Poiraud Regie. Seine Premiere hatte der Film auf einem Filmfestival in Rotterdam. In Frankreich erschien er am 27. Februar 2014 für die Kinoauswertung. Die DVD- und VOD-Veröffentlichung erfolgte gleichzeitig mit dem Beginn der Fußball-Weltmeisterschaft 2014.
In Deutschland veröffentlichte die Koch Media Group die DVD und Blu-ray am 26. Juni 2014. Trotz einiger blutiger Effekte erreichte der Film eine FSK-Freigabe ab 16 Jahren.

## Kritiken
Die Filmzeitschrift Cinema bewertete den Film relativ gut:

„Mit verspielter Inszenierung und trockenem Humor hält ‚Goal of the Dead‘ Fußballbusiness und Fankultur auf unterhaltsam ironische Weise den Genre-Spiegel vor. Eine reguläre Spielzeit von 90 Minuten hätte dafür allerdings gereicht.“